# Hermann Rumschöttel (Eisenbahningenieur)
Hermann Rumschöttel (* 21. November 1844 in Trier; † 22. September 1918 in Berlin) war ein deutscher Eisenbahningenieur und Kontraktausländer in Meiji-Japan.

## Leben
Rumschöttel wurde in Trier als Sohn des dortigen Landrats geboren und arbeitete nach seinem Abschluss an der Königlichen Gewerbe-Akademie in Berlin als Maschineningenieur für die Berliner Stadtbahn und die Preußischen Staatseisenbahnen. Er war zudem später Vorsteher des maschinentechnischen Büros der Eisenbahndirektion in Elberfeld. Rumschöttel war als königlicher Eisenbahn-Werkstattsvorsteher und königlicher Baurat in Berlin tätig und war im Jahr 1887 als Ingenieur nach Japan gekommen, wo er für die Bahngesellschaft Kyūshū Tetsudō arbeitete. Er war bis 1894 an unterschiedlichen Eisenbahnprojekten in Japan beteiligt.
Rumschöttel war auch an der Planung der Hochbahn in Tokio beteiligt, so schlug er die Errichtung einer erhöhten Verbindungslinie zwischen dem Bahnhof Ueno der privaten „Nippon Railway“ mit dem Bahnhof Shimbashi vor. Später gehörte dieser Abschnitt zwischen Tokio und Ueno zur Tōkaidō-Hauptlinie. Rumschöttel kehrte im Jahr 1894 nach Deutschland zurück, um erneut für die preußische Staatsbahn zu arbeiten. Später wurde er Präsident und Vorsitzender der Berliner Maschinenbau Aktien-Gesellschaft (BMAG), ehemals L. Schwartzkopff, Präsident des Mitteleuropäischen Motorwagen-Vereins und 1903 zum Geheimen Baurat ernannt.
Hermann Rumschöttel starb am 22. September 1918 im Alter von 73 Jahren in Berlin. Beigesetzt wurde er auf dem Friedhof III der Jerusalems- und Neuen Kirche vor dem Halleschen Tor. Das Grab ist nicht erhalten.